# Neuchâtel International Fantastic Film Festival
Das Neuchâtel International Fantastic Film Festival (NIFFF, frz. Festival international du film fantastique de Neuchâtel) ist ein internationales Filmfestival, das jährlich in Neuchâtel in der Schweiz durchgeführt wird. Es ist auf den fantastischen Film spezialisiert, wobei das Filmschaffen in Asien einen besonderen Stellenwert einnimmt. Fantastische Filme im Sinne des Festivals sind Filme, welche «die Grenzen zur normalen Wirklichkeit überschreitet». Dazu gehören neben Fantasy auch Science-Fiction, Horror, Mystery, Thriller und ähnliches. Hinzu kommen Stop-Motion-Animationen und digitale Bilder.

## Geschichte
Im Jahr 2000 organisierte eine Gruppe von Studenten um Anaïs Emery, die bis 2020 die künstlerische Leitung innehat, das erste NIFFF. Nach einem Jahr Pause folgte ab 2002 jeweils im Juli jährlich eine neue Ausgabe und die Veranstaltung wuchs kontinuierlich. Seit 2001 ist das NIFFF in den Verbund der European Fantastic Film Festivals Federation integriert. Präsident des Organisationskomitees ist seit 2013 Jean Studer. 2018 wurde mit 44.000 Zuschauern ein neuer Besucherrekord erzielt. Das NIFFF ist eine vom Bundesamt für Kultur unterstützte Veranstaltung, Hauptmedienpartner ist Radio Télévision Suisse.
Für die 20. Ausgabe Anfang Juli 2021 übernahm Loïc Valceschini als interimistischer Leiter die Hauptverantwortung. Im Juli 2021 soll Pierre-Yves Walder die Gesamtleitung übernehmen.

## Preiskategorien
Aktuell (2018) werden Preise in den folgenden Kategorien verliehen:
- Prix H. R. Giger «Narcisse» für den besten Film, benannt nach HR Giger (seit 2000)
- Méliès d’argent für den besten europäischen Spielfilm, benannt nach Georges Méliès (seit 2004)
- Bester asiatischer Spielfilm (seit 2003)
- Prix RTS du public, von Radio Télévision Suisse verliehener Publikumspreis (seit 2002)
- Internationaler Kritikerpreis (seit 2014)
- Imagining The Future Award für das beste Produktionsdesign (seit 2013)
- Jugendpreis Denis de Rougemont (seit 2003)
- Prix H. R. Giger «Narcisse» für den besten Schweizer Kurzfilm (seit 2000)
- Prix Taurus Studio à l’innovation (seit 2009)
- Outside the Box (seit 2018)

## Preisträger (Hauptpreise)

### Bester Film
| Jahr | Film                                      | Regisseur                    | Land                    |
| ---- | ----------------------------------------- | ---------------------------- | ----------------------- |
| 2000 | Gemini                                    | Shin’ya Tsukamoto            | Japan                   |
| 2002 | The Yin-Yang Master                       | Yōjirō Takita                | Japan                   |
| 2003 | 28 Days Later                             | Danny Boyle                  | Vereinigtes Königreich  |
| 2004 | Der Maschinist                            | Brad Anderson                | Spanien                 |
| 2005 | Innocence                                 | Lucile Hadzihalilovic        | Frankreich              |
| 2006 | Anderland                                 | Jens Lien                    | Norwegen                |
| 2007 | Das jüngste Gewitter                      | Roy Andersson                | Schweden                |
| 2008 | Sleep Dealer                              | Alex Rivera                  | Vereinigte Staaten      |
| 2009 | Fish Story                                | Yoshihiro Nakamura           | Japan                   |
| 2010 | Enter the Void                            | Gaspar Noé                   | Frankreich              |
| 2011 | Trollhunter                               | André Øvredal                | Norwegen                |
| 2012 | Citadel                                   | Ciarán Foy                   | Irland                  |
| 2013 | Dark Touch                                | Marina de Van                | Frankreich              |
| 2014 | Housebound                                | Gerard Johnstone             | Neuseeland              |
| 2015 | Green Room                                | Jeremy Saulnier              | Vereinigte Staaten      |
| 2016 | Under the Shadow                          | Babak Anvari                 | Iran                    |
| 2017 | Super Dark Times                          | Kevin Phillips               | Vereinigte Staaten      |
| 2018 | Climax                                    | Gaspar Noé                   | Frankreich              |
| 2019 | Extra Ordinary – Geisterjagd für Anfänger | Mike Ahern und Enda Loughman | Irland, Belgien         |
| 2020 | Dinner in America                         | Adam Rehmeier                | Vereinigte Staaten      |
| 2021 | Lapsis                                    | Noah Hutton                  | Vereinigte Staaten      |
| 2023 | Tiger Stripes                             | Amanda Nell Eu               |                         |
| 2024 |                                           |                              |                         |
| 2025 | La tour de glace                          | Lucile Hadžihalilović        | Frankreich, Deutschland |

### Publikumspreis
| Jahr | Film                                      | Regisseur                       | Land                   |
| ---- | ----------------------------------------- | ------------------------------- | ---------------------- |
| 2002 | Don’t Ask Don’t Tell                      | Doug Miles                      | Vereinigte Staaten     |
| 2003 | Invisible – Gefangen im Jenseits          | Joel Bergvall                   | Schweden               |
| 2004 | Tokyo Godfathers                          | Satoshi Kon                     | Japan                  |
| 2005 | Zebraman                                  | Takashi Miike                   | Japan                  |
| 2006 | Adams Äpfel                               | Anders Thomas Jensen            | Dänemark               |
| 2007 | Black Sheep                               | Jonathan King                   | Neuseeland             |
| 2008 | CJ7                                       | Stephen Chow                    | Hongkong               |
| 2009 | Connected                                 | Benny Chan                      | Hongkong               |
| 2010 | Black Death                               | Christopher Smith               | Vereinigtes Königreich |
| 2011 | Trollhunter                               | André Øvredal                   | Norwegen               |
| 2012 | Grabbers                                  | Jon Wright                      | Vereinigtes Königreich |
| 2013 | You’re Next                               | Adam Wingard                    | Vereinigte Staaten     |
| 2014 | 5 Zimmer Küche Sarg                       | Jemaine Clement / Taika Waititi | Neuseeland             |
| 2015 | Green Room                                | Jeremy Saulnier                 | Vereinigte Staaten     |
| 2016 | Swiss Army Man                            | Daniel Scheinert / Dan Kwan     | Vereinigte Staaten     |
| 2017 | JoJo’s Bizarre Adventure                  | Takashi Miike                   | Japan                  |
| 2018 | Kasane                                    | Yûichi Satô                     | Japan                  |
| 2019 | Extra Ordinary – Geisterjagd für Anfänger | Mike Ahern und Enda Loughman    | Irland, Belgien        |
| 2021 | Tides                                     | Tim Fehlbaum                    | Deutschland, Schweiz   |
| 2025 | U Are the Universe                        | Pawlo Ostrikow                  | Ukraine                |

### Bester asiatischer Film
| Jahr | Film                                      | Regisseur                                | Land        |
| ---- | ----------------------------------------- | ---------------------------------------- | ----------- |
| 2003 | Gozu                                      | Takashi Miike                            | Japan       |
| 2004 | Tokyo Godfathers                          | Satoshi Kon                              | Japan       |
| 2005 | Zebraman                                  | Takashi Miike                            | Japan       |
| 2006 | SPL                                       | Wilson Yip                               | Hongkong    |
| 2007 | Don – Das Spiel beginnt                   | Farhan Akhtar                            | Indien      |
| 2008 | Om Shanti Om                              | Farah Khan                               | Indien      |
| 2009 | The Handsome Suit                         | Tsutomu Hanabusa                         | Japan       |
| 2010 | WIG                                       | Renpei Tsukamoto                         | Japan       |
| 2011 | Hello Ghost                               | Kim Young-tak                            | Südkorea    |
| 2012 | Remington and the Curse of the Zombadings | Jade Castro                              | Philippinen |
| 2013 | Eega                                      | S. S. Rajamouli, J. V. V. Sathyanarayana | Indien      |
| 2014 | Yasmine                                   | Siti Kamaluddin / Chan Man-Ching         | Brunei      |
| 2015 | Full Strike                               | Henri Wong / Derek Kwok                  | Hongkong    |
| 2016 | Honor Thy Father                          | Erik Matti                               | Philippinen |
| 2017 | Trapped                                   | Vikramaditya Motwane                     | Indien      |
| 2018 | Bad Genius                                | Nattawut Poonpiriya                      | Thailand    |
| 2019 | The Fable                                 | Kan Eguchi                               | Japan       |
| 2025 | Rewrite                                   | Daigo Matsui                             |             |

### Bester europäischer Film
| Jahr | Film                                    | Regisseur               | Land                        |
| ---- | --------------------------------------- | ----------------------- | --------------------------- |
| 2004 | Der Maschinist                          | Brad Anderson           | Spanien                     |
| 2005 | Code 46                                 | Michael Winterbottom    | Vereinigtes Königreich      |
| 2006 | Anderland                               | Jens Lien               | Norwegen                    |
| 2007 | The Ugly Swans                          | Konstantin Lopischanski | Russland                    |
| 2008 | So finster die Nacht                    | Tomas Alfredson         | Schweden                    |
| 2009 | Linkeroever                             | Pieter Van Hees         | Belgien                     |
| 2010 | Strigoi                                 | Faye Jackson            | Vereinigtes Königreich      |
| 2011 | Trollhunter                             | André Øvredal           | Norwegen                    |
| 2012 | Citadel                                 | Ciarán Foy              | Irland                      |
| 2013 | In the Name of the Son (Au nom du fils) | Vincent Lannoo          | Frankreich                  |
| 2014 | Blind                                   | Eskil Vogt              | Norwegen                    |
| 2015 | Men & Chicken                           | Anders Thomas Jensen    | Dänemark                    |
| 2016 | Parents (Forældre)                      | Christian Tafdrup       | Dänemark                    |
| 2017 | El Bar                                  | Álex de la Iglesia      | Spanien                     |
| 2018 | Climax                                  | Gaspar Noé              | Frankreich                  |
| 2019 | Abou Leila                              | Amin Sidi-Boumédiène    | Algerien, Frankreich, Katar |
| 2025 | Stomach Bug                             | Matty Crawford          |                             |

## Prominente Jurymitglieder (Auswahl)
| - Brian Aldiss (2005) - Nancy Allen (2010) - Jaume Balagueró (2007) - Zoë Bell (2015) - Roger Corman (2004) - Bong Joon-ho (2009) - Orson Scott Card (2013) - Luigi Cozzi (2014) | - David Cronenberg (2018) - Joe Dante (2008) - Lucile Hadzihalilovic (2007) - Tobe Hooper (2000) - Anurag Kashyap (2016) - John Landis (2006) - Russell Mulcahy (2015) | - Kim Newman (2013) - Nicolas Roeg (2005) - George A. Romero (2006) - Lucius Shepard (2008) - Douglas Trumbull (2010) - Jennifer Ulrich (2012) - Franziska Weisz (2007) |